# Pré-pupa
A pré-pupa corresponde ao ínstar final da fase imatura e que antecede o estágio de pupa. Na maioria das vezes a pré-pupa é imóvel, mas com exceções. 

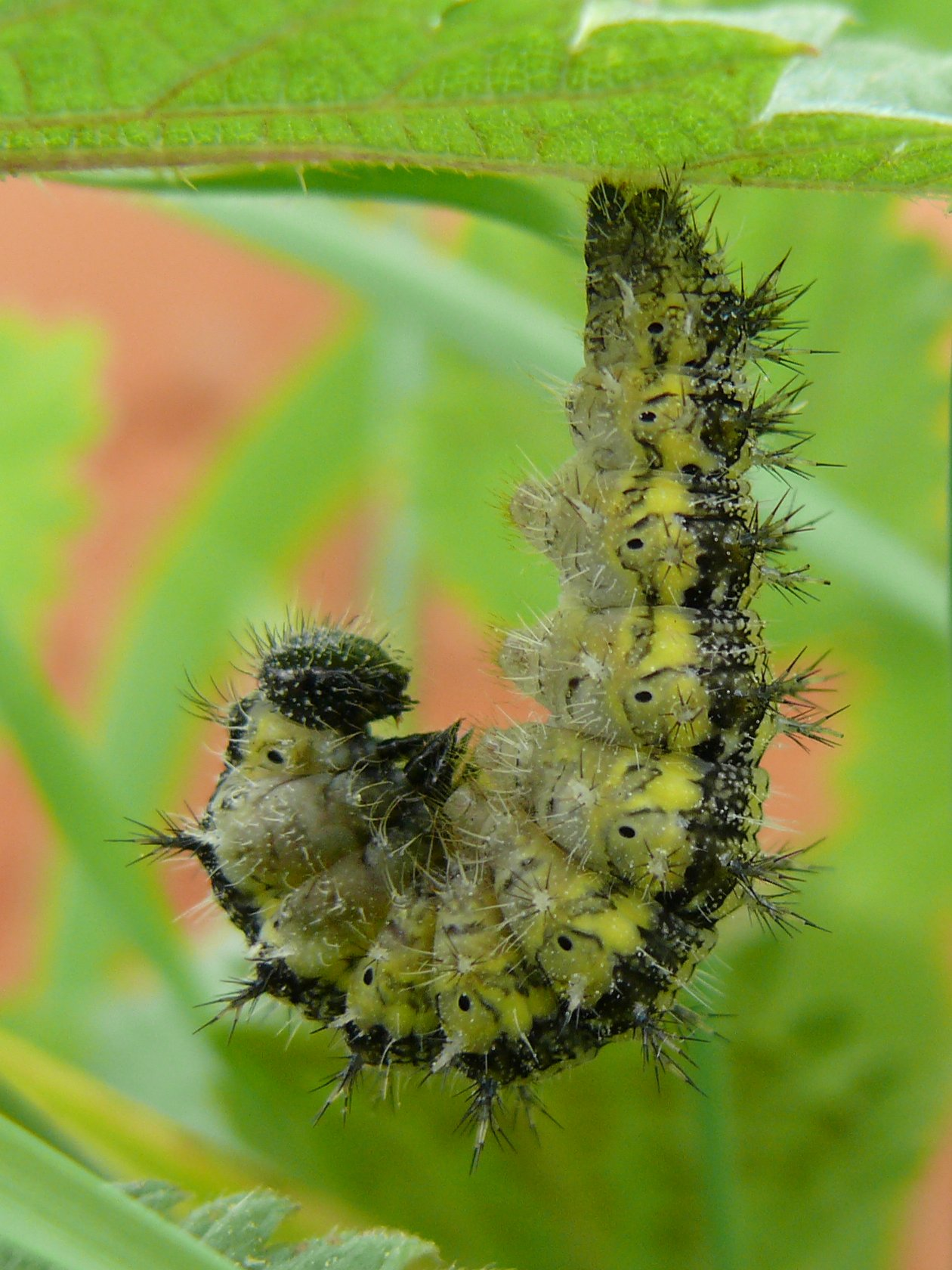
Pré-pupa da borboleta Aglais urticae